# Campbellton (Nouveau-Brunswick)
Pour les articles homonymes, voir Campbellton.
Campbellton est une cité située sur la baie des Chaleurs, à l'embouchure de la rivière Ristigouche dans le comté de Restigouche, à l'extrémité nord du Nouveau-Brunswick.

## Toponyme
Les Micmacs appelaient le site Wisiamkik, ce qui signifie endroit boueux, en référence aux sédiments dans les étroits du fleuve Ristigouche. Le site prit le nom de Pointe-des-Sauvages en 1700. La ville porta à l'origine le nom de Cavenik's Point ou Kavanagh's Point, en l'honneur d'un immigrant irlandais arrivé en 1816. Puis, le nom changea en Quiton's Point et en Martin's Point, ce dernier en l'honneur d'un fabricant de bateaux. Le nom actuel fut donné en 1833 par Robert Ferguson en l'honneur de Sir Archibald Campbell (1769-1843), qui fut lieutenant-gouverneur du Nouveau-Brunswick entre 1831 et 1837.

## Géographie

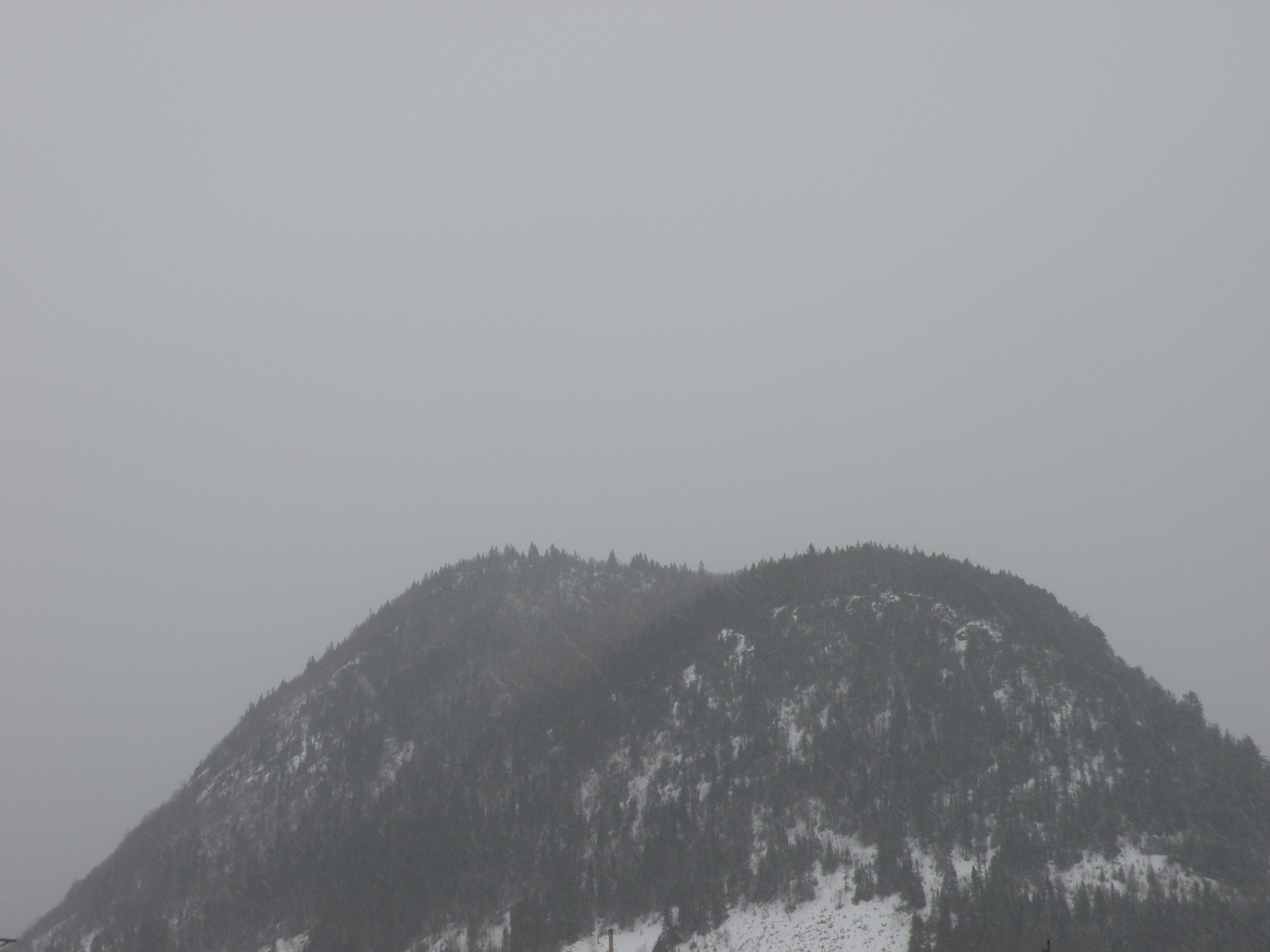
Le Sugarloaf

### Géographie physique

#### Situation
Campbellton se trouve à 560 kilomètres de route au nord-ouest d'Halifax, à 740 km au nord-est de Montréal et à 875 km au nord-est de Boston. La cité a une superficie de 18,66 kilomètres carrés.
Campbellton est généralement considérée comme faisant partie de l'Acadie.

#### Topographie
Campbellton est située au bord du fleuve Ristigouche, sur des basses terres aux pied des Appalaches. Le point culminant est le Sugarloaf (Pain de sucre).

#### Géologie
Le sous-sol de Campbellton est composé principalement de deux types de roches. Sur le littoral à l'ouest de la promenade des Religieuses, jusqu'à environ la rue Roseberry au sud, se trouvent des roches détritiques de la formation de Campbellton. Au sud se trouvent des roches felsiques du groupe de Dalhousie. Les deux types de roches datent du Dévonien inférieur (394 à 418 millions d'années).

## Histoire
Campbellton est situé dans le territoire historique des Micmacs, plus précisément dans le district de Gespegeoag, qui comprend le littoral de la baie des Chaleurs. Ce territoire était revendiqué d'abord par les Iroquois et ensuite seulement par les Mohawks. Les Micmacs ont un village du nom de Tjikog sur le site d'Atholville, qu'ils occupent dès le VIe siècle av. J.-C..
Aux XVIe et XVIIe siècles, des missionnaires français et des marchands de poisson et de bois écossais s'installent au site de Campbellton. À la suite de la déportation des Acadiens, des réfugiés fondent en 1757 le village de Pointe-aux-Sauvages sur le site actuel de la cité, en face à la ville de Petite-Rochelle. La France perd la région lors de la bataille de la Ristigouche en 1760. Petite-Rochelle est détruite par James Wolfe et la plupart des Acadiens quittent les lieux peu après.
L'amiral Walker fonde un poste de traite, filiale de celui de la pointe Alston, vers 1766 à l'embouchure du ruisseau portant son nom. L'établissement est détruit par des corsaires américains en 1776.
La ville est repeuplée par une vague d'immigration écossaise à partir de 1825. Les Grands feux de la Miramichi détruisent une bonne partie de la forêt du Nouveau-Brunswick la même année. L'industrie forestière se déplace alors vers le nord et des scieries ainsi que des chantiers navals sont ouverts à Campbellton ainsi qu'à Atholville. Un premier bureau de poste est fondé en 1837, avec A. Ritchie comme premier maître des postes. La paroisse Notre-Dame-des-Neiges est fondée en 1857.
La pêche, la construction navale et la chasse dominent l'économie, avant d'être détrônés par l'exploitation forestière à la fin du XIXe siècle. La construction du Chemin de fer Intercolonial en 1880 favorise l'expansion de la ville. Campbellton est d'ailleurs constituée en ville en 1889. L'Hôtel-Dieu est entretemps fondé en 1888. L'école Campbellton Grammar est construite en 1897. En 1898, Campbellton compte 45 magasins, trois hôtels, sept scieries à vapeur, deux manufactures de portes et fenêtres et moulins de rabotage, une fonderie et atelier d'usinage, deux imprimeries et six églises. C'est l'année où le conseil municipal fait installer une génératrice de 50 kW sur la rue Prince-William. La demande croissante rend nécessaire l'augmentation de la puissance en 1902 et la construction d'une nouvelle centrale en 1911.
Campbellton est détruite par un incendie le 11 juillet 1910 mais est rapidement rebâtie. Un nouvel Hôte-Dieu est quant à lui construit en 1920. Les Filles Marie de l'Assomption sont fondées en 1919 pour s'occuper de l'éducation. L'école intermédiaire Campbellton est inaugurée en 1925. Une usine de pâtes et papier est construite en 1928 dans le visage voisin d'Atholville, transformant encore une fois l'économie régionale. De l'électricité est achetée du Québec à partir de 1942.
Campbellton devient une cité le 1er janvier 1968. Les travaux du pont J.C. Van Horne, reliant la ville à la Gaspésie, commencent l'année même et se poursuivent jusqu'en 1961. L'école Lord Beaverbrook est inaugurée en 1959. La bibliothèque du Centenaire est ouverte en 1967. La Polyvalente Roland-Pépin est inaugurée en 1968. L'école Apollo X1 ouvre ses portes l'année suivante. L'école secondaire de deuxième cycle Sugarloaf est inaugurée en 1976. Le réseau électrique municipal est racheté par la Commission d'énergie électrique du Nouveau-Brunswick en 1977.
En 1985, la ville annonce sa candidature pour les Jeux d'hiver du Canada de 1991. La ville est finalement l'hôte, avec Bathurst et Dalhousie, de la Xe édition des Jeux d'hiver du Canada, en février 2003. Plus de 3200 athlètes participent aux 21 sports inscrits au programme. Campbellton accueille la XXVIIe finale des Jeux de l'Acadie en 2006. Une élection quadriennale municipale a lieu le 12 mai 2008.
En 2009, la Caisse populaire de Campbellton fusionne avec les caisses de Balmoral, Atholville, Val-d'Amours, Charlo, Eel River Crossing et Kedgwick pour former la Caisse populaire Restigouche. La Polyvalente Roland-Pépin est fermée en octobre 2010 à la suite de la découverte de problèmes structuraux ; les élèves sont relocalisés à Atholville et à Dalhousie. La bibliothèque du Centenaire emménage dans un nouveau bâtiment deux fois plus grand en 2011. L'école est rouverte le 25 janvier 2012, à la suite de travaux de plus de 14 millions. Le maire sortant, Bruce MacIntosh, est élu par acclamation lors de l'élection quadriennale du 14 mai 2012. Campbellton aurait élu la première mairesse Stephanie Anglehart-Paulin de 2016-2021.
Le gouvernement local de Campbellton est formé le 1er janvier 2023 de la fusion de la cité de Campbelton, des villages d'Atholville et de Tide Head, du DSL de Glencoe ainsi que des parties des DSL de Balmoral-Maltais, de McLeods, de la paroisse de Dalhousie et de la paroisse d'Addington.

## Démographie
(septembre 2024).
La cité comptait 7 385 habitants en 2011, soit une stagnation depuis 5 ans. Les données du recensement de 2011 n'étant pas encore toutes disponibles, les autres aspects de la démographie de Campbellton sont connus grâce au recensement de 2006. Il y a en tout 3160 ménages dont 2065 familles. Les ménages comptent en moyenne 2,2 personnes tandis que les familles comptent en moyenne 2,7 personnes. Les ménages sont composés de couples avec enfants dans 18,2 % des cas, de couples sans enfants dans 28,3 % des cas et de personnes seules dans 32,9 % des cas alors que 20,6 % des ménages entrent dans la catégorie autres (familles monoparentales, colocataires, etc.). 58,6 % des familles comptent un couple marié, 14,5 % comptent un couple en union libre et 27,1 % sont monoparentales. Dans ces dernières, une femme est le parent dans 87,5 % des cas. L'âge médian est de 45,5 ans, comparativement à 41,5 ans pour la province. 85,5 % de la population est âgée de plus de 15 ans, comparativement à 83,8 % pour la province. Les femmes représentent 54,0 % de la population, comparativement à 51,3 % pour la province. Chez les plus de 15 ans, 37,3 % sont célibataires, 39,5 % sont mariés, 5,6 % sont séparés, 7,8 % sont divorcés et 10,0 % sont veufs. De plus, 9,8 % vivent en union libre.
| 1981  | 1986  | 1991  | 1996  | 2001  | 2006  | 2011  | 2016  |
| ----- | ----- | ----- | ----- | ----- | ----- | ----- | ----- |
| 9 818 | 9 073 | 8 699 | 8 404 | 7 798 | 7 384 | 7 385 | 6 883 |

| 2021  | - | - | - | - | - | - | - |
| ----- | - | - | - | - | - | - | - |
| 7 047 | - | - | - | - | - | - | - |

Les autochtones représentent 1,9 % de la population et 1,2 % des habitants font partie d'une minorité visible. Les immigrants représentent 2,0 % de la population et 0,2 % des habitants sont des résidents permanents. 0,9 % des habitants ne sont pas citoyens canadiens et 94,8 % des habitants âgés de plus de 15 ans sont issus de familles établies au Canada depuis trois générations ou plus. En date du 16 mai 2006, 84,1 % des gens avaient la même adresse depuis au moins un an alors que 9,8 % habitaient auparavant ailleurs dans la même ville, que 3,3 % habitaient ailleurs dans la province, que 2,4 % habitaient ailleurs au pays et que 0,4 % habitaient ailleurs dans le monde. À la même date, 65,2 % des gens avaient la même adresse depuis au moins cinq ans alors que 20,0 % habitaient auparavant ailleurs dans la même ville, que 8,9 % habitaient ailleurs dans la province, que 5,3 % habitaient ailleurs au pays et que 0,6 % habitaient ailleurs dans le monde.
La langue maternelle est le français chez 55,5 % des habitants, l'anglais chez 40,7 % et les deux langues chez 1,8 % alors que 1,9 % sont allophones. Les deux langues officielles sont comprises par 62,7 % de la population, alors que 11,8 % des habitants sont unilingues francophones, que 25,5 % sont unilingues anglophones et que 0,0 % ne connaissent ni l'anglais ni le français. Le français est parlé à la maison par 47,6 % des gens, l'anglais par 48,6 %, les deux langues officielles par 2,7 %, le français et une langue non officielle par 0,0 %, l'anglais et une langue non officielle par 0,4 % et une langue non officielle seule par 0,7 %. Le français est utilisé au travail par 42,4 % des employés et l'anglais par 44,8 % alors que 12,7 % des employés utilisent les deux langues officielles, que 0,0 % utilisent le français et une langue non officielle, que 0,3 % utilisent l'anglais et une langue non officielle et que 0,0 % utilisent une langue non officielle.
Le diagramme suivant démontre la progression du français et la régression de l'anglais:
| Évolution des langues maternelles (en %) | Légende                                                         |
| ---------------------------------------- | --------------------------------------------------------------- |
|                                          | - Français - Anglais - Anglais et français - Autre(s) langue(s) |
| Sources ,:                               |                                                                 |

Chez les plus de 15 ans, 34,0 % n'ont aucun certificat, diplôme ou grade, 21,7 % ont uniquement un diplôme d'études secondaires ou l'équivalent et 44,4 % détiennent aussi un certificat, un diplôme ou un grade post-secondaire; par comparaison, ces taux s'élèvent à 29,4 %, 26,0 % et 44,6 % au provincial. Parmi la même tranche d'âge, 10,4 % des gens possèdent un diplôme d'un programme d'un an au CCNB ou l'équivalent, 18,2 % détiennent un diplôme d'un programme de trois ans au CCNB ou l'équivalent, 3,4 % ont un diplôme ou un certificat universitaire inférieur au baccalauréat et 12,3 % ont un certificat, un diplôme ou un grade universitaire plus élevé. Parmi ces diplômés, 11,3 % sont formés en enseignement, 0,6 % en arts ou en communications, 3,1 % en sciences humaines, 7,3 % en sciences sociales ou en droit, 18,5 % en commerce, en gestion ou en administration, 1,1 % en sciences et technologies, 1,9 % en mathématiques ou en informatique, 17,6 % en architecture, en génie ou dans des domaines connexes, 1,7 % en agriculture, en ressources naturelles ou en conservation, 29,0 % en santé, parcs, récréation ou conditionnement physique, 8,0 % en services personnels, de protection ou de transport et 0,0 % dans d'autres domaines. Les diplômés post-secondaires ont terminé leurs études à l'extérieur du pays dans 3,2 % des cas.

## Économie

### Travail et revenu
(septembre 2024).
Le recensement de 2006 de Statistique Canada fournit aussi des données sur l'économie. Chez les habitants âgés de plus de 15 ans, le taux d'activité était alors de 57,1 %, le taux d'emploi était de 50,5 % et le taux de chômage était de 11,7 % ; à titre de comparaison, ceux de la province étaient respectivement de 63,7 %, 57,3 % et 10,0 %.
Chez les personnes âgées de 15 ans et plus, 3 415 ont déclaré des gains et 5 570 ont déclaré un revenu en 2005. 90,3 % avaient aussi déclarés des heures de travail non rémunérées. Le revenu médian s'élevait alors à 18 926 $ avant et à 18 196 $ après impôt, comparativement à la moyenne provinciale de 22 000 $ avant et 20 063 $ après impôt; les femmes gagnaient en moyenne 1 782 $ de moins que les hommes après impôt, soit 16 414 $. En moyenne, 61,5 % du revenu provenait de gains, 23,0 % de transferts gouvernementaux et 15,5 % d'autres sources. 15,4 % de toutes les personnes dans les ménages avaient un faible revenu après impôt, une proportion montant à 24,0 % pour les moins de 18 ans.
Parmi la population active occupée, 4,7 % des gens travaillaient à domicile, aucun ne travaillaient ailleurs dans le monde, 5,5 % étaient sans lieu de travail fixe et 89,7 % avaient un lieu de travail fixe. Parmi les travailleurs ayant un lieu de travail fixe, 65,5 % travaillaient en ville, 26,6 % travaillaient ailleurs dans le comté, 2,6 % travaillaient ailleurs dans la province et 5,2 % travaillaient dans une autre province.

### Principaux secteurs

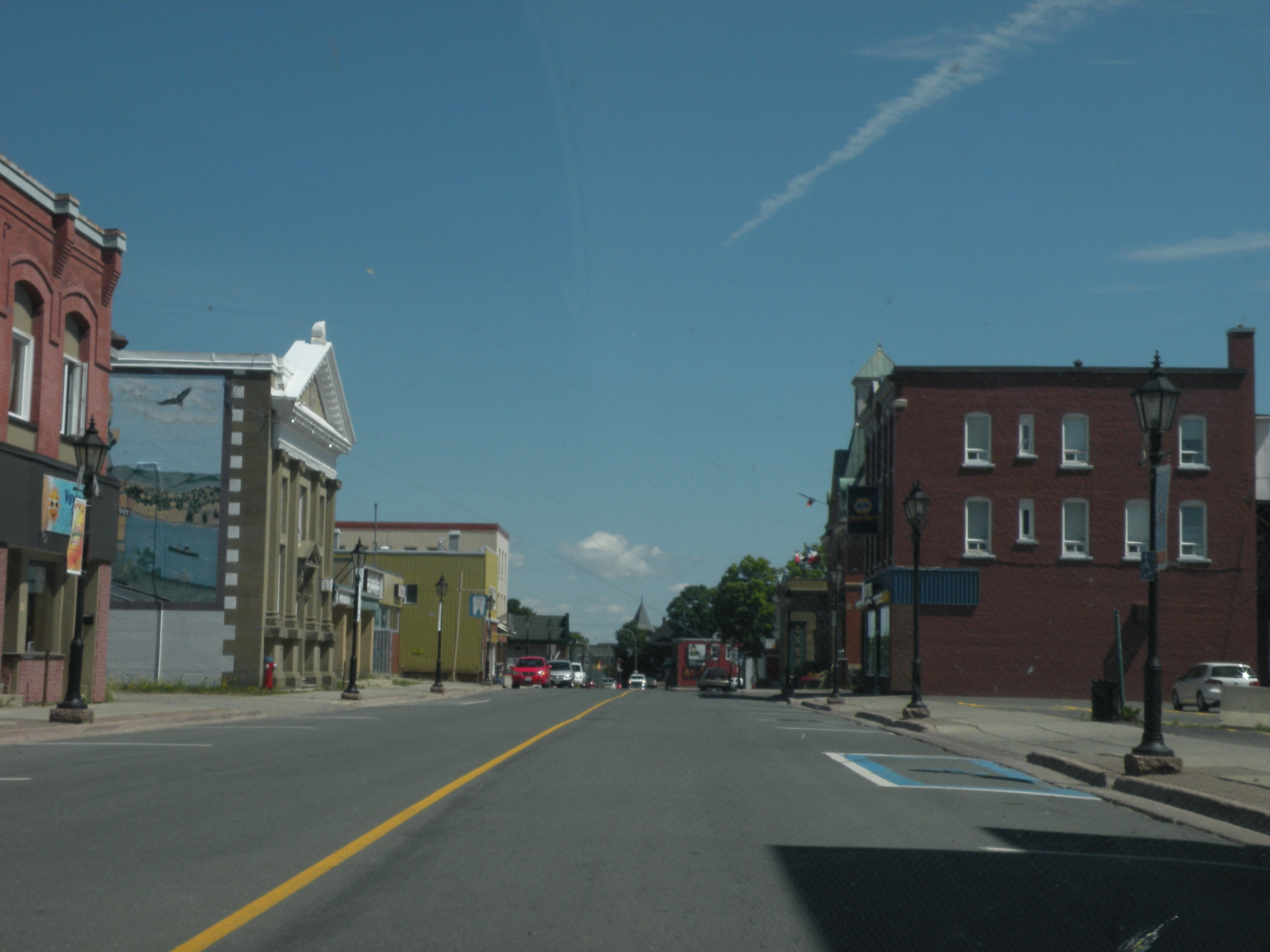
La rue Water.

En 2006, on dénombrait 1,5 % des emplois dans l'agriculture, la pêche et les autres ressources, 5,1 % dans la construction, 6,5 % dans la fabrication, 1,4 % dans le commerce de gros, 18,8 % dans le commerce de détail, 2,8 % dans la finance et l'immobilier, 22,5 % dans la santé et les services sociaux, 8,3 % dans l'éducation, 9,4 % dans les services de commerce et 23,8 % dans les autres services.
L'économie de la ville est basée sur le tourisme. Le siège-social de la Caisse populaire Restigouche, membre d'UNI Coopération financière, est situé en ville. La caisse possède sept succursales, a un actif de près de 188 millions $ et compte 15 000 membres.
Entreprise Restigouche est un organisme basé en ville ayant la responsabilité du développement économique de la région. Campbellton est également le siège de la CBDC Restigouche.

## Administration

### Conseil municipal
Le conseil municipal est formé d'un maire et de six conseillers généraux.
Le conseil municipal actuel est élu lors de l'élection quadriennale du 10 mai 2021. Jean-Guy Lévesque est élu le 28 novembre 2022, et deviendra donc maire de la nouvelle municipalité élargie de Campbellton, le 1er janvier 2023.
Conseil municipal à partir du 1er janvier 2023:
| Mandat      | Fonctions   | Nom(s)            |
| ----------- | ----------- | ----------------- |
| 2023 - 2027 | Maire       | Jean-Guy Lévesque |
| 2023 - 2027 | Conseillers |                   |

### Liste des maires
|  | Indépendant | 1998-1999   | Fernand Dubé               |
|  | Indépendant | 1999-2001   | Bruce N. MacIntosh         |
|  | Indépendant | 2001-2008   | Mark Ramsey                |
|  | Indépendant | 2008-2016   | Bruce N. MacIntosh         |
|  | Indépendant | 2016 - 2021 | Stephanie Anglehart-Paulin |
|  | Indépendant | 2021 - 2022 | Ian Comeau                 |

### Représentation
Campbellton est membre de l'Association francophone des municipalités du Nouveau-Brunswick.
 Nouveau-Brunswick : Campbellton fait partie de deux circonscriptions électorales provinciales.
|                   | Député         | Parti         |
| Restigouche-Est   | Guy Arseneault | Parti libéral |
| Restigouche-Ouest | Gilles LePage  | Parti libéral |

 Canada : Campbellton fait partie de la circonscription fédérale de Madawaska—Restigouche, qui est représentée à la Chambre des communes du Canada par René Arseneault, du Parti libéral. Il a été élu en 2015, puis réélu en 2019 et en 2021.

## Vivre à Campbellton

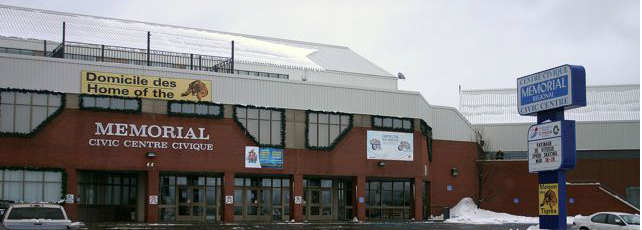
Le centre civique.

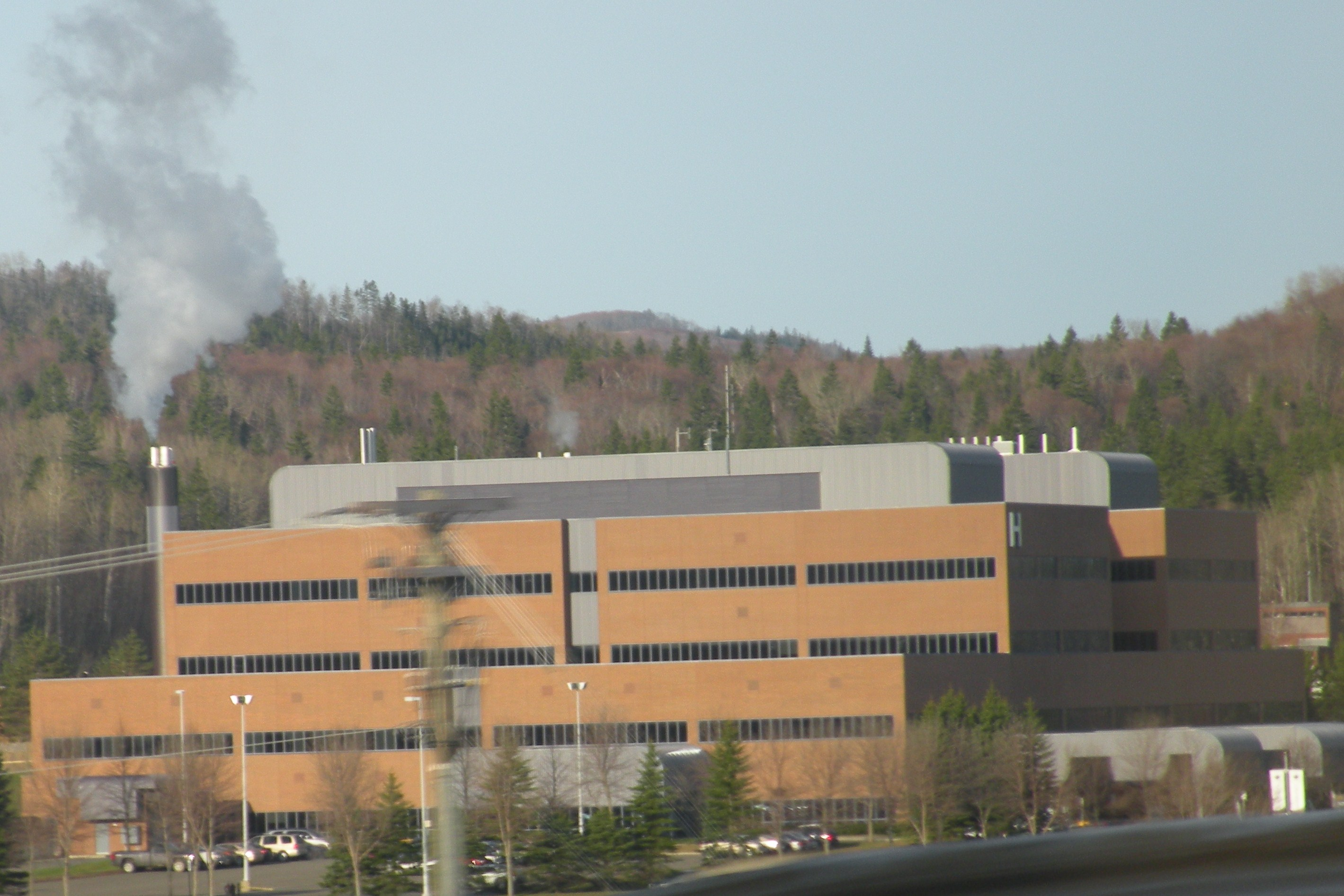
Le Centre hospitalier Restigouche.

### Éducation
Campbellton possèdent deux écoles publiques francophones, faisant partie du sous-district 1 du district scolaire Francophone Nord-Est, ainsi que quatre écoles publiques anglophones, dans le district scolaire #15. Les élèves francophones vont tout d'abord à le Galion des Appalaches de la maternelle à la 8e année avant de poursuivre leurs études à la Polyvalente Roland-Pépin jusqu'en 12e année. Les élèves anglophones vont tour à tour à l'école Lord Beaverbrook de la maternelle à la 4e année, à l'école intermédiaire Campbellton de la 5e a la 8e année et finalement à l'école secondaire Sugarloaf jusqu'en 12e année. Ces écoles offres toutes un programme d'immersion française. Il existe également une école alternative anglophone, le Campbellton Learning Center, accueillant les élèves de la 9e à la 12e année.
Campbellton possède aussi la bibliothèque publique du Centenaire.
La ville dispose du campus Campbellton du CCNB.
Campbellton était le siège du district scolaire 5 jusqu'à la réforme de 2012.

### Transport
La gare de Campbellton est desservie par le train l'Océan (Montréal-Halifax) de Via Rail Canada. Un petit train touristique circule également dans le centre de la ville.
Construit entre 1958 et 1961, le pont J.C. Van Horne — du nom d'une personnalité politique locale —, enjambe la baie des Chaleurs en reliant la ville à Pointe-à-la-Croix et au territoire micmac de Listuguj, au Québec. Le pont, long de 805 m, a été érigé en vertu d'une entente tripartite entre les gouvernements du Canada, du Nouveau-Brunswick et du Québec.

### Autres services

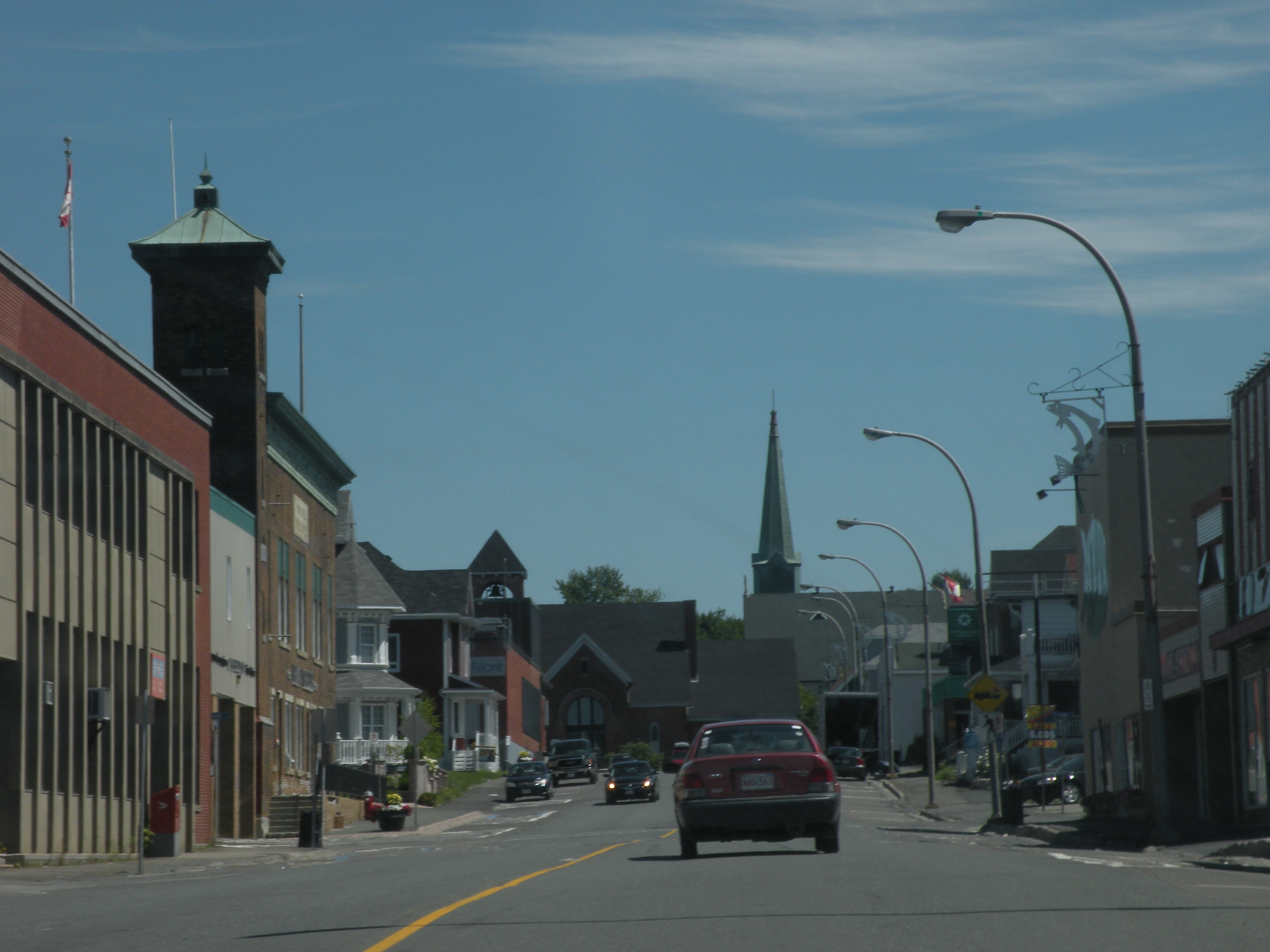
La rue Roseberry.

La ville possède un poste de la Gendarmerie royale du Canada. Il est le siège du district 9, qui regroupe le comté de Restigouche et l'ouest du comté de Gloucester. Campbellton possède aussi un poste d'Ambulance Nouveau-Brunswick, une caserne de pompiers et un bureau de poste.
L'hôpital régional de Campbellton compte 166 lits et plus de 900 employés. Le Centre hospitalier Restigouche compte quant à lui 175 lits. La ville bénéficie aussi d'un foyer de soins agréé, la Campbellton Nursing Home.
Campbellton est le siège d'un tribunal de la Cour provinciale du Nouveau-Brunswick. Il possède un tribunal satellite à Saint-Quentin. La collecte des déchets et matières recyclables est effectuée par la Commission de gestion des déchets solides de Restigouche, dont le siège est en ville. L'aménagement du territoire est de la responsabilité de la Commission d'urbanisme du district de Restigouche, aussi basée en ville.

### Médias
Campbellton est desservi par le quotidien francophone L'Acadie nouvelle, de Caraquet, ainsi que par le quotidien anglophone Telegraph-Journal, de Saint-Jean. Les hebdomadaires francophones La Voix du Restigouche et L'Aviron sont publiés en ville, tandis que L'Étoile de Dieppe est aussi distribué. L'hebdomadaire anglophone The Tribune est aussi basé à Campbellton.

### Religion
L'église Christ Church est le siège de la paroisse anglicane de Campbellton. L'église Notre-Dame-des-Neiges et l'église Marie-Reine sont des églises catholiques romaines francophones faisant partie du diocèse de Bathurst. L'église St. Thomas Aquina est quant à elle le siège de la paroisse catholique anglophone.

## Culture

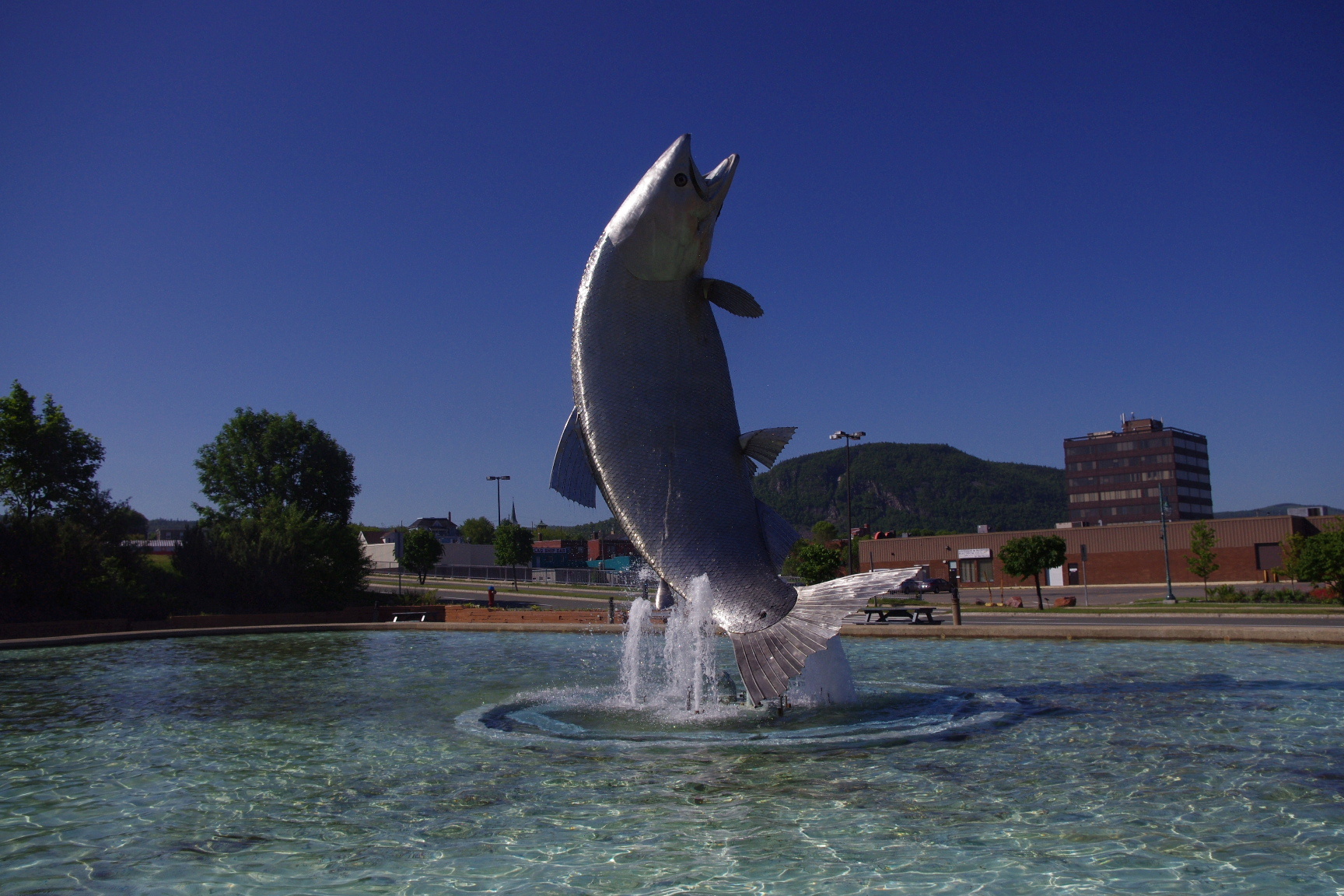
Sam, la plus grande sculpture de saumon au monde.

### Personnalités
- Dominique Doucette (1995-), Miss Canada 2015, Miss Teenager 2015 et Duchesse de Lévis 2018, né à Campbellton, Runner-Up Miss University (2022) ;
- Marc Chouinard (1953-2015), artiste, directeur du Théâtre Capitol, né à Campbellton ;
- James Harvie Crocket (1859-1930), journaliste et éditeur, né à Campbellton ;
- Rayburn Doucett (né en 1943), marchand et homme politique, né à Campbellton;
- Robert Ferguson (1768-1851), homme d'affaires, juge, juge de paix, fonctionnaire et officier de milice, mort à Campbellton ;
- Hugh Garner (1913-1979), écrivain, auteur de Red Racer et Present Reconning à Campbellton ;
- Mary Greene (19??-1998), religieuse et enseignante;
- René Lévesque (1922-1987), premier ministre du Québec, est né à Campbellton mais n'y a jamais résidé ;
- Archibald Ernest Graham McKenzie (1878-1918), instituteur, avocat et officier ;
- George Moffat (1842-1918), marchand et homme politique, né à Campbellton ;
- Robert Moffat (1844-1887), marchand et homme politique, né à Campbellton;
- Frédéric Niemeyer (1976- ), joueur de tennis, né à Campbellton ;
- Mike Olscamp, professeur et homme politique, né à Campbellton ;
- Benedict Pothier (19??-2008), médecin, membre de l'ordre du Canada, mort à Campbellton.
- Brenda Best (1960 - ), star à Nashville Tennessee, né à Campbellton

### Événements
Le festival du Saumon est organisé de la fin juin au début juillet.
Le Festi-Neige est organisé en février.
Le BlueGrass est organisé au début d'aout.
Le festival d'automne est organisé en septembre.

### Langue
Selon la Loi sur les langues officielles, Campbellton est officiellement bilingue puisque c'est une obligation pour les cités, peu importe la proportion de francophones ou d'anglophones.